# Lauderdale Lakes
Lauderdale Lakes ist eine Stadt im Broward County im US-Bundesstaat Florida. Das U.S. Census Bureau hat bei der Volkszählung 2020 eine Einwohnerzahl von 35.954 ermittelt. Die geographischen Koordinaten sind: 26,17° Nord, 80,20° West. Das Stadtgebiet hat eine Größe von 9,4 km².

## Geographie
Lauderdale Lakes befindet sich etwa 40 Kilometer nördlich von Miami. Angrenzende Kommunen sind Tamarac, Lauderhill, Fort Lauderdale und Oakland Park.

## Demographische Daten
Laut der Volkszählung 2010 verteilten sich die damaligen 32.593 Einwohner auf 15.000 Haushalte. Die Bevölkerungsdichte lag bei 3504,6 Einw./km². 14,2 % der Bevölkerung bezeichneten sich als Weiße, 80,6 % als Afroamerikaner, 0,2 % als Indianer und 1,2 % als Asian Americans. 1,2 % gaben die Angehörigkeit zu einer anderen Ethnie und 2,6 % zu mehreren Ethnien an. 5,4 % der Bevölkerung bestand aus Hispanics oder Latinos.
Im Jahr 2010 lebten in 35,9 % aller Haushalte Kinder unter 18 Jahren sowie 32,1 % aller Haushalte Personen mit mindestens 65 Jahren. 66,8 % der Haushalte waren Familienhaushalte (bestehend aus verheirateten Paaren mit oder ohne Nachkommen bzw. einem Elternteil mit Nachkomme). Die durchschnittliche Größe eines Haushalts lag bei 2,71 Personen und die durchschnittliche Familiengröße bei 3,31 Personen.
27,5 % der Bevölkerung waren jünger als 20 Jahre, 25,3 % waren 20 bis 39 Jahre alt, 25,7 % waren 40 bis 59 Jahre alt und 21,5 % waren mindestens 60 Jahre alt. Das mittlere Alter betrug 38 Jahre. 45,9 % der Bevölkerung waren männlich und 54,1 % weiblich.
Das durchschnittliche Jahreseinkommen lag bei 35.080 $, dabei lebten 18,5 % der Bevölkerung unter der Armutsgrenze.
Im Jahr 2000 war Englisch die Muttersprache von 71,97 % der Bevölkerung, haitianisch sprachen 14,48 %, spanisch sprachen 6,66 % und 6,89 % hatten eine andere Muttersprache.

## Schulen
- Oriole Elementary School
- Park Lakes Elementary School
- Lauderdale Lakes Middle School
- Boyd Anderson High School

## Wirtschaft
Die größten Arbeitgeber waren 2018:
| Arbeitgeber                                           | Arbeitnehmer |
| ----------------------------------------------------- | ------------ |
| North Shore Medical Center                            | 859          |
| Walmart                                               | 364          |
| St. John’s Rehabilitation Hospital & Nursing Center   | 243          |
| Palms Facility, Inc.                                  | 165          |
| Phoenix Management Services, Inc                      | 102          |
| Call Center Operations Management, Inc.               | 100          |
| Henderson Behavioral Health, Inc.                     | 85           |
| South Florida Auto Auction of Ft. Lauderdale, LLC     | 80           |
| Assistance Unlimited, Inc. DBA Central Charter School | 71           |
| Catholic Health Services Inc.                         | 69           |

## Verkehr
Das Stadtgebiet wird im Westen vom Florida’s Turnpike tangiert sowie vom U.S. Highway 441 und den Florida State Roads 7 und 816 durchquert. Der nächste Flughafen ist der Fort Lauderdale-Hollywood International Airport.

## Kriminalität
Die Kriminalitätsrate lag im Jahr 2010 mit 573 Punkten (US-Durchschnitt: 266 Punkte) im hohen Bereich. Damit gilt Lauderdale Lakes als gefährlichste Stadt des Broward County. Es gab im Jahr 2010 fünf Morde, zehn Vergewaltigungen, 90 Raubüberfälle, 224 Körperverletzungen, 532 Einbrüche, 975 Diebstähle, 95 Autodiebstähle und sechs Brandstiftungen.

## Persönlichkeiten
- Ryan Shazier (* 1992), American-Football-Spieler